# Llista de topònims de Garrigoles
Llista de topònims (noms propis de lloc) del municipi de Garrigoles, al Baix Empordà
Informació actualitzada per un bot. Els canvis manuals es perdran quan s'actualitzi!

## entitat singular de població
| imatge | Nom        | Ubicat a   | instància de                                                 | Detalls | coordenades                                                                 | Protecció | Commons (més fotos) | Dades a WD                    |
| ------ | ---------- | ---------- | ------------------------------------------------------------ | ------- | --------------------------------------------------------------------------- | --------- | ------------------- | ----------------------------- |
|        | Garrigoles | Garrigoles | entitat singular de població ens local històric de Catalunya | 43 hab  | 42° 06′ 27″ N, 3° 01′ 51″ E / 42.107451°N,3.030876°E 88 msnm                |           |                     | Modifica les dades a Wikidata |
|        | les Olives | Garrigoles | entitat singular de població capital municipal               | 143 hab | 42° 06′ 21″ N, 3° 01′ 11″ E / 42.1057155767698°N,3.01967818171494°E 75 msnm |           |                     | Modifica les dades a Wikidata |

## església
| imatge | Nom                        | Ubicat a   | instància de | Detalls                                                       | coordenades                                                                                  | Protecció                                  | Commons (més fotos)        | Dades a WD                    |
| ------ | -------------------------- | ---------- | ------------ | ------------------------------------------------------------- | -------------------------------------------------------------------------------------------- | ------------------------------------------ | -------------------------- | ----------------------------- |
|        | Sant Sadurní de Garrigoles | Garrigoles | església     | Estil: arquitectura romànica                                  | 42° 06′ 26″ N, 3° 01′ 50″ E / 42.1073°N,3.03045°E                                            | bé integrant del patrimoni cultural català | Sant Sadurní de Garrigoles | Modifica les dades a Wikidata |
|        | Sant Vicenç de les Olives  | Garrigoles | església     | Estil: arquitectura romànica arquitectura gòtica 13rd century | 42° 06′ 14″ N, 3° 01′ 15″ E / 42.103899°N,3.020819°E ca:C. de l'Església, les Olives 74 msnm | bé integrant del patrimoni cultural català | Sant Vicenç de les Olives  | Modifica les dades a Wikidata |

## granja
| imatge | Nom              | Ubicat a   | instància de | Detalls                 | coordenades                                                         | Protecció | Commons (més fotos) | Dades a WD                    |
| ------ | ---------------- | ---------- | ------------ | ----------------------- | ------------------------------------------------------------------- | --------- | ------------------- | ----------------------------- |
|        | Granja Bellapart | Garrigoles | granja       | Anomenat per: Bellapart | 42° 06′ 24″ N, 3° 00′ 44″ E / 42.1066712886004°N,3.0123489399623°E  |           |                     | Modifica les dades a Wikidata |
|        | Granja Costal    | Garrigoles | granja       |                         | 42° 05′ 44″ N, 3° 01′ 26″ E / 42.0954833715269°N,3.02394378374651°E |           |                     | Modifica les dades a Wikidata |
|        | Granja Paulí     | Garrigoles | granja       |                         | 42° 06′ 23″ N, 3° 01′ 58″ E / 42.1062979743152°N,3.03288596533364°E |           |                     | Modifica les dades a Wikidata |
|        | Granja Reixac    | Garrigoles | granja       |                         | 42° 06′ 14″ N, 3° 00′ 37″ E / 42.103906504039°N,3.01019559656929°E  |           |                     | Modifica les dades a Wikidata |
|        | Granja d'en Veí  | Garrigoles | granja       |                         | 42° 06′ 17″ N, 3° 01′ 41″ E / 42.1047141294708°N,3.02798684436603°E |           |                     | Modifica les dades a Wikidata |

## masia
| imatge | Nom               | Ubicat a   | instància de | Detalls                                  | coordenades                                                                                        | Protecció                                  | Commons (més fotos)   | Dades a WD                    |
| ------ | ----------------- | ---------- | ------------ | ---------------------------------------- | -------------------------------------------------------------------------------------------------- | ------------------------------------------ | --------------------- | ----------------------------- |
|        | Cal Fuster        | Garrigoles | masia        |                                          | 42° 06′ 18″ N, 3° 01′ 12″ E / 42.1050760375725°N,3.02012548572797°E                                |                                            |                       | Modifica les dades a Wikidata |
|        | Cal Moreno        | Garrigoles | masia        |                                          | 42° 06′ 19″ N, 3° 01′ 29″ E / 42.1051471680044°N,3.02483032953049°E                                |                                            |                       | Modifica les dades a Wikidata |
|        | Can Bartrina      | Garrigoles | masia        |                                          | 42° 06′ 16″ N, 3° 01′ 16″ E / 42.1045174517684°N,3.02114125014612°E                                |                                            |                       | Modifica les dades a Wikidata |
|        | Can Bosser        | Garrigoles | masia        |                                          | 42° 06′ 14″ N, 3° 01′ 18″ E / 42.1039139053578°N,3.02173367631153°E                                |                                            |                       | Modifica les dades a Wikidata |
|        | Can Castanyer     | Garrigoles | masia        |                                          | 42° 06′ 23″ N, 3° 01′ 15″ E / 42.1062737726039°N,3.02085155677203°E                                |                                            |                       | Modifica les dades a Wikidata |
|        | Can Cometes       | Garrigoles | masia        |                                          | 42° 06′ 20″ N, 3° 01′ 13″ E / 42.1056704411077°N,3.02027081079078°E                                |                                            |                       | Modifica les dades a Wikidata |
|        | Can Costal        | Garrigoles | masia        |                                          | 42° 06′ 19″ N, 3° 01′ 17″ E / 42.1051929170716°N,3.02126242120556°E                                |                                            |                       | Modifica les dades a Wikidata |
|        | Can Garrigoles    | Garrigoles | masia        |                                          | 42° 06′ 22″ N, 3° 01′ 13″ E / 42.1061117574907°N,3.02028304621683°E                                |                                            |                       | Modifica les dades a Wikidata |
|        | Can Gibert        | Garrigoles | masia        |                                          | 42° 06′ 29″ N, 3° 01′ 51″ E / 42.1080908543988°N,3.03077022921141°E                                |                                            |                       | Modifica les dades a Wikidata |
|        | Can Joer          | Garrigoles | masia        |                                          | 42° 06′ 10″ N, 3° 01′ 18″ E / 42.1027971307644°N,3.0215639759794°E                                 |                                            |                       | Modifica les dades a Wikidata |
|        | Can Llorenç       | Garrigoles | masia        |                                          | 42° 06′ 12″ N, 3° 01′ 18″ E / 42.1032384517748°N,3.02155203122729°E                                |                                            |                       | Modifica les dades a Wikidata |
|        | Can Marquès       | Garrigoles | masia        |                                          | 42° 06′ 14″ N, 3° 01′ 12″ E / 42.1038601892834°N,3.01995577944241°E                                |                                            |                       | Modifica les dades a Wikidata |
|        | Can Pere Mestre   | Garrigoles | masia        |                                          | 42° 06′ 11″ N, 3° 01′ 12″ E / 42.1030405910794°N,3.01999180520024°E                                |                                            |                       | Modifica les dades a Wikidata |
|        | Can Roc           | Garrigoles | masia        |                                          | 42° 06′ 10″ N, 3° 00′ 52″ E / 42.1026991614261°N,3.01456140613856°E                                |                                            |                       | Modifica les dades a Wikidata |
|        | Can Roca          | Garrigoles | masia        |                                          | 42° 06′ 20″ N, 3° 01′ 27″ E / 42.1055165867344°N,3.02411688481634°E                                |                                            |                       | Modifica les dades a Wikidata |
|        | Can Ros           | Garrigoles | masia        | Estil: arquitectura popular 18th century | 42° 06′ 12″ N, 3° 01′ 13″ E / 42.103333°N,3.020278°E ca:Les Olives 67 msnm                         | bé integrant del patrimoni cultural català | Can Ros de Les Olives | Modifica les dades a Wikidata |
|        | Can Veí           | Garrigoles | masia        |                                          | 42° 07′ 07″ N, 3° 01′ 50″ E / 42.1186105226388°N,3.03043659582124°E                                |                                            |                       | Modifica les dades a Wikidata |
|        | Mas Curt          | Garrigoles | masia        |                                          | 42° 05′ 37″ N, 3° 01′ 10″ E / 42.0935388201318°N,3.01940838336532°E                                |                                            |                       | Modifica les dades a Wikidata |
|        | Mas Estevenet     | Garrigoles | masia        |                                          | 42° 05′ 35″ N, 3° 01′ 50″ E / 42.0930410600676°N,3.03046064504146°E                                |                                            |                       | Modifica les dades a Wikidata |
|        | Mas Llong         | Garrigoles | masia        |                                          | 42° 05′ 27″ N, 3° 01′ 34″ E / 42.0909435913396°N,3.02620327241485°E                                |                                            |                       | Modifica les dades a Wikidata |
|        | Mas Molí          | Garrigoles | masia        |                                          | 42° 05′ 31″ N, 3° 01′ 34″ E / 42.09197036523°N,3.02607068133964°E                                  |                                            |                       | Modifica les dades a Wikidata |
|        | Mas Pairet Mestre | Garrigoles | masia        |                                          | 42° 05′ 54″ N, 3° 01′ 10″ E / 42.0982672349896°N,3.01944610515868°E                                |                                            |                       | Modifica les dades a Wikidata |
|        | Mas Poc           | Garrigoles | masia        |                                          | 42° 06′ 28″ N, 3° 01′ 53″ E / 42.1078205287567°N,3.03125390505827°E                                |                                            |                       | Modifica les dades a Wikidata |
|        | Mas Solers        | Garrigoles | masia        |                                          | 42° 05′ 21″ N, 3° 02′ 03″ E / 42.0892482325572°N,3.03429187891152°E                                |                                            |                       | Modifica les dades a Wikidata |
|        | Mas dels Frares   | Garrigoles | masia        |                                          | 42° 05′ 24″ N, 3° 01′ 28″ E / 42.0900073254463°N,3.0243286612065°E ca:Ctra. de Verges a Garrigoles |                                            |                       | Modifica les dades a Wikidata |
|        | Mas dels Pins     | Garrigoles | masia        |                                          | 42° 05′ 33″ N, 3° 01′ 38″ E / 42.0925555538735°N,3.02708667114183°E                                |                                            |                       | Modifica les dades a Wikidata |

## muntanya
| imatge | Nom               | Ubicat a   | instància de | Detalls | coordenades                                                         | Protecció | Commons (més fotos) | Dades a WD                    |
| ------ | ----------------- | ---------- | ------------ | ------- | ------------------------------------------------------------------- | --------- | ------------------- | ----------------------------- |
|        | Puig d'en Batlle  | Garrigoles | muntanya     |         | 42° 05′ 40″ N, 3° 00′ 50″ E / 42.0945°N,3.01377°E 101.3 msnm        |           |                     | Modifica les dades a Wikidata |
|        | Puig de Brucs     | Garrigoles | muntanya     |         | 42° 06′ 48″ N, 3° 01′ 35″ E / 42.11334444°N,3.02628333°E 138.2 msnm |           |                     | Modifica les dades a Wikidata |
|        | Puig de Sant Pere | Garrigoles | muntanya     |         | 42° 06′ 01″ N, 3° 01′ 16″ E / 42.10036389°N,3.021°E 141.2 msnm      |           |                     | Modifica les dades a Wikidata |

## serra
| imatge | Nom                     | Ubicat a                           | instància de | Detalls      | coordenades                                                         | Protecció | Commons (més fotos) | Dades a WD                    |
| ------ | ----------------------- | ---------------------------------- | ------------ | ------------ | ------------------------------------------------------------------- | --------- | ------------------- | ----------------------------- |
|        | Serra del Mig           | Colomers Garrigoles Jafre Vilopriu | serra        | Llarg: 1.8km | 42° 05′ 34″ N, 3° 00′ 08″ E / 42.0927°N,3.00229°E 84.5 msnm         |           |                     | Modifica les dades a Wikidata |
|        | muntanyeta del Castellà | Garrigoles la Tallada d'Empordà    | serra        |              | 42° 06′ 21″ N, 3° 02′ 22″ E / 42.10578333°N,3.03946944°E 124.2 msnm |           |                     | Modifica les dades a Wikidata |

## Misc
| imatge | Nom                                     | Ubicat a   | instància de           | Detalls                                  | coordenades                                                                | Protecció                                  | Commons (més fotos)     | Dades a WD                    |
| ------ | --------------------------------------- | ---------- | ---------------------- | ---------------------------------------- | -------------------------------------------------------------------------- | ------------------------------------------ | ----------------------- | ----------------------------- |
|        | Carrer Nou                              | Garrigoles | carrer                 | Estil: arquitectura popular 18th century | 42° 06′ 19″ N, 3° 01′ 15″ E / 42.105294°N,3.020768°E ca:C. Nou, les Olives | bé integrant del patrimoni cultural català | Carrer Nou (Garrigoles) | Modifica les dades a Wikidata |
|        | casa consistorial de Garrigoles         | Garrigoles | casa consistorial      |                                          | 42° 06′ 13″ N, 3° 01′ 15″ E / 42.1036028°N,3.0208629°E                     |                                            |                         | Modifica les dades a Wikidata |
|        | la Rectoria                             | Garrigoles | rectoria               |                                          | 42° 06′ 26″ N, 3° 01′ 51″ E / 42.1071271071694°N,3.0309632836772°E         |                                            |                         | Modifica les dades a Wikidata |
|        | parròquia de Sant Sadurní de Garrigoles | Garrigoles | parròquia eclesiàstica |                                          | Sant Sadurní de Garrigoles                                                 |                                            |                         | Modifica les dades a Wikidata |
|        | pou del Petroli                         | Garrigoles | font termal pou        |                                          | 42° 05′ 33″ N, 3° 00′ 14″ E / 42.09253°N,3.00389°E                         |                                            |                         | Modifica les dades a Wikidata |